# Aero L-39 Albatros
El Aero L-39 Albatros es un avión de entrenamiento a reacción fabricado en Checoslovaquia según los requerimientos del "C-39" (C d cvičný - entrenador) durante la década de 1960 para reemplazar al L-29 Delfín. Fue el primero de la segunda generación de aviones de reacción de entrenamiento, y el primer entrenador también en usar motores turbofán, y fue el último en ser actualizado con el L-59 Super Albatros y el L-139. El diseño continúa en producción con su estado más evolucionado, el L-159 Alca. En total, se han producido más de 2800 L-39 para más de 30 fuerzas aéreas de todo el mundo. El Albatros es un aparato versátil, ya que además de sus funciones como entrenador de pilotos básico y avanzado, puede ser utilizado en misiones de ataque ligero. Es el avión de entrenamiento a reacción más empleado del mundo.

## Diseño y desarrollo
La Aero construyó tres prototipos, el segundo de los cuales efectuó su primer vuelo el 4 de noviembre de 1968; los otros dos fueron sometidos a pruebas estructurales de fatiga. El diseño es de Aero Vodochody, una empresa checoslovaca y de ingenieros soviéticos. El L-39 está en servicio en varios de los antiguos aliados soviéticos. 
Dispone de frenos aerodinámicos situados a ambos lados bajo el fuselaje delante de las alas. Los alerones, tren de aterrizaje, frenos de ruedas y frenos aerodinámicos están accionadas por un sistema hidráulico. Los controles que actúan sobre el timón de dirección y el de profundidad están accionados eléctricamente. Los límites operacionales de fuerzas G son de +8/-4 g (9259 lb) 4200 kg. 
Un motor turbofán de diseño soviético Ivchenko AI-25 estaba ensamblado al fuselaje y se alimenta a través de tomas semicirculares situadas a ambos lados de la carlinga. El motor tiene sus toberas justo debajo de la cola. La demora inicial en el desarrollo de este aparato fue probablemente debida a problemas de adaptación de este motor a la estructura del L-39. Los cinco depósitos de combustible de material plástico se hallan detrás de la carlinga. El tren de aterrizaje principal se retrae en unas bahías preparadas a tal efecto en las alas; el delantero lo hace en una bahía situada en el morro. 
El entrenador básico no tiene armamento, pero dispone de dos pilones bajo las alas para tanques de combustible desechables y armamento de prácticas. La versión de ataque ligero dispone de cuatro puntos reforzados bajo las alas para armamento de ataque a suelo. La versión ZA también cuenta con un punto de anclaje bajo el fuselaje. 
Este modelo no se encuentra en producción y ha sido substituido por el Aero L-159.

## Historia operacional

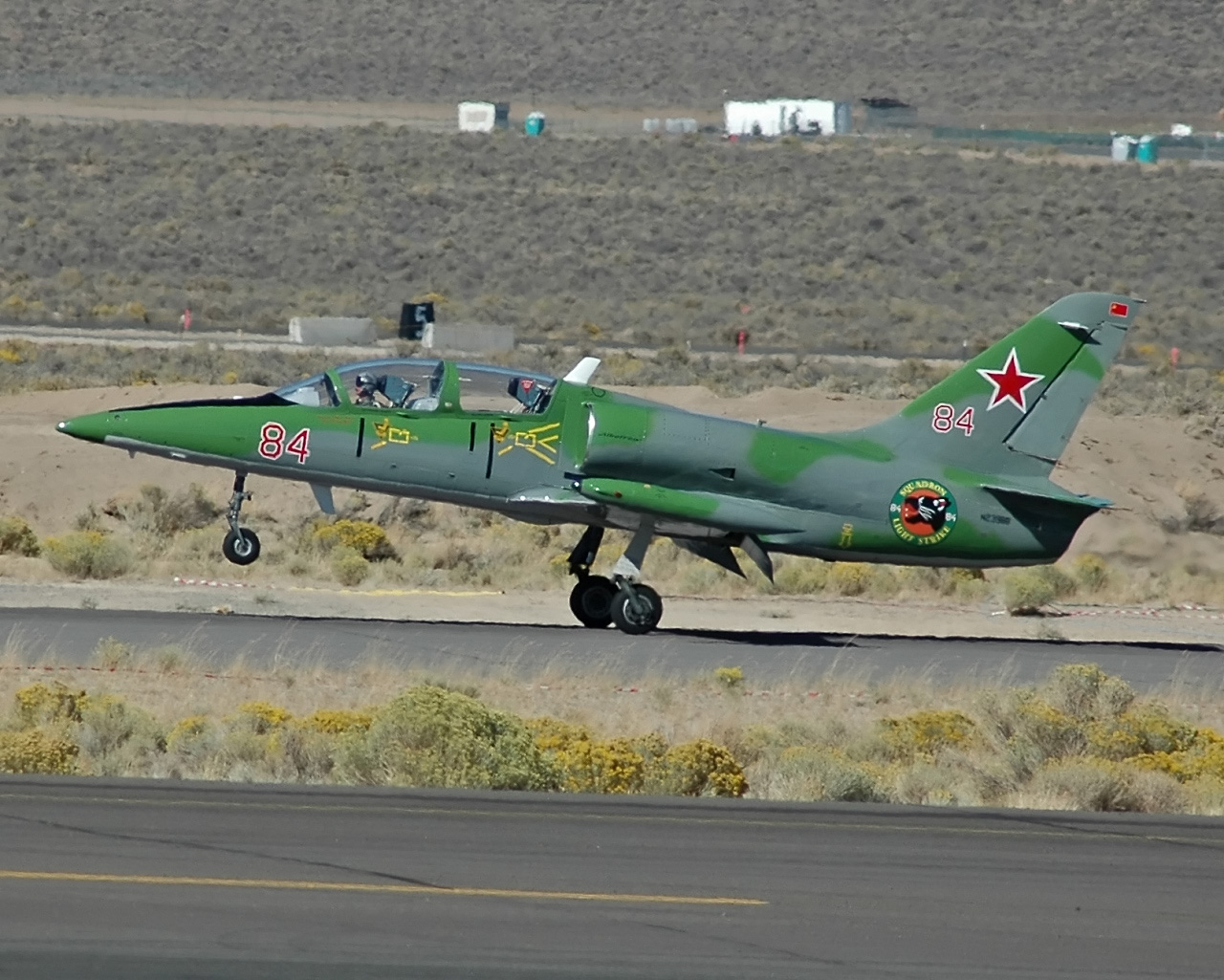
L-39 Civil simulando pertenecer con sus distintivos a la 84.ª escuadrilla de ataque ligero.

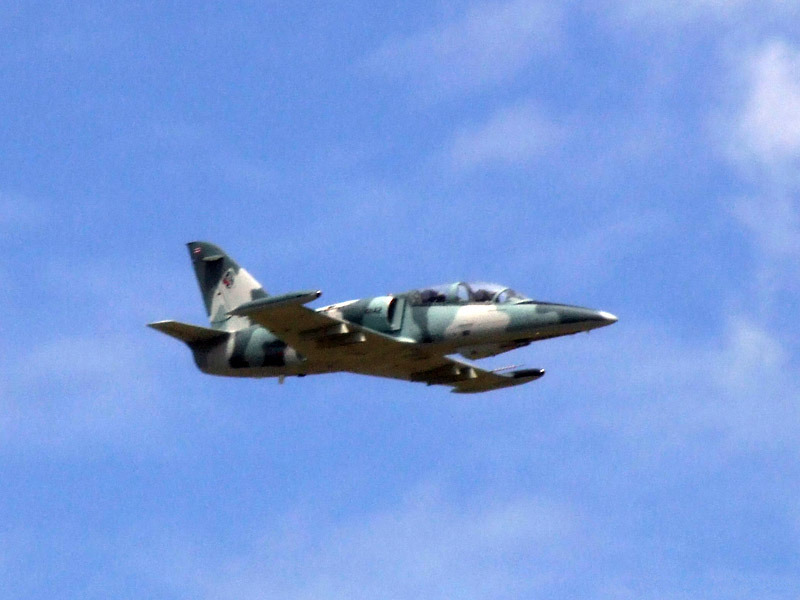
L-39ZA/ART de la Real fuerza Aérea de Tailandia durante el SAREX 2007.

Mientras que las nuevas versiones van substituyendo a los L-39 en servicio, cientos de ellos continúan prestando servicio como entrenadores, y algunos han encontrado un nuevo hogar en manos privadas por todo el mundo. Esto es particularmente evidente en los Estados Unidos, donde su precio de entre 200 000 y 300 000 $ lo sitúan en el rango para los pilotos moderadamente ricos que buscan un avión de reacción personal rápido y ágil. Su popularidad ha llevado a la creación de la clase L-39 en la carrera aérea de Reno (aunque ha sido ampliada a aviones similares). A mediados de marzo de 2006, había 257 L-39 en el Registro Federal de Aviación de los Estados Unidos.
El Patriots Jet Team, creado en 2003, utiliza 4 L-39 modificados con humo en los colores rojo, blanco y azul restaurados para ellos por Fry's Electronics.
En la secuencia pre-créditos de "El mañana nunca muere" se utilizan aviones L-39

## Variantes

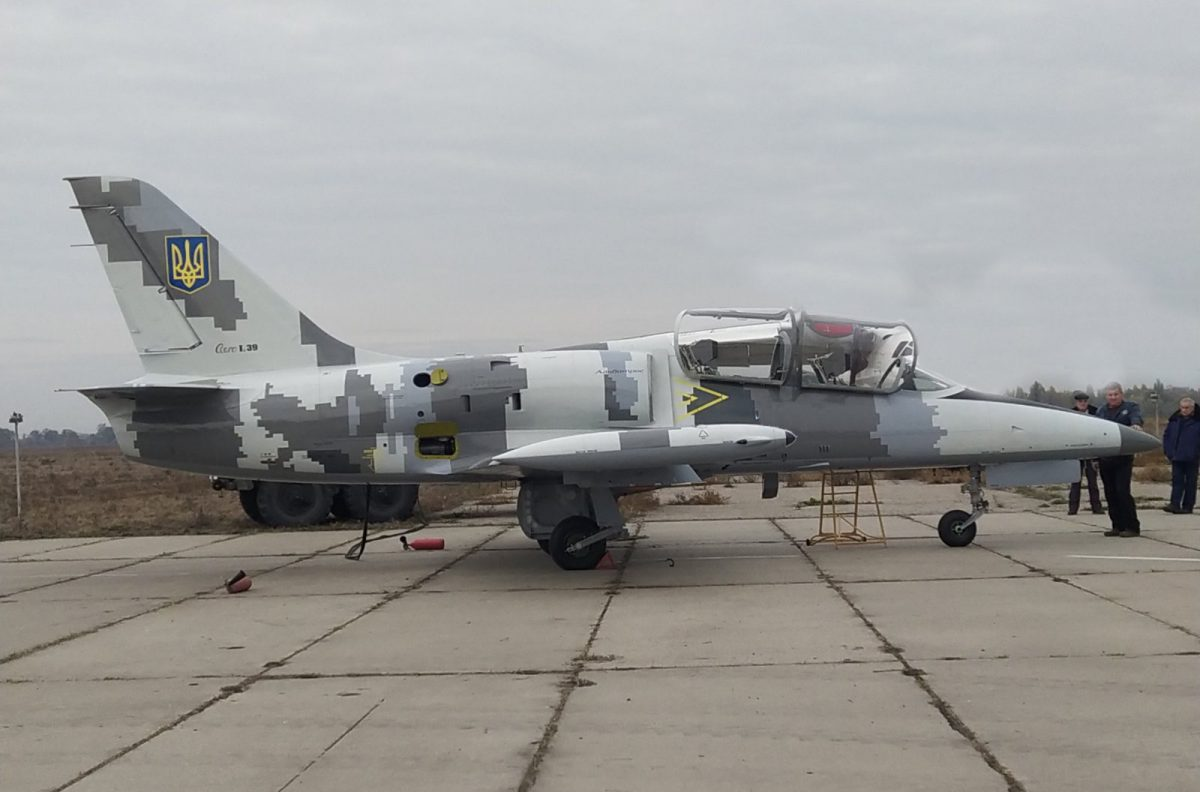
Aero L-39M1 Albatros de la Fuerza Aérea Ucraniana

L-39X-02 - X11
Diez prototipos.
L-39C (C pot Cvičná - entrenador)
Versión estándar de producción.
L-39V (Vpor Vlečná - remolcador)
Versión monoplaza para  blancos remolcados KT-04, ocho construidos.
L-39ZO (Z por Zbraně - armamento)
Versión de ataque ligero con cuatro pilones para armamento y la estructura de las alas reforzadas.
L-39ZA
Versión significativamente mejorada del L-39Z, emplea un tren de aterrizaje reforzado, una mayor capacidad de carga y un cañón gemelo GSh-23L de 23 milímetros bajo el piloto con 150 proyectiles.
L-39Z/ART
Versión para Tailandia con aviónica Elbit.
L-39MS
El Aero L-39MS Super Albatros es un entrenador militar desarrollado por la firma desde el L-39. Comparado con su predecesor, tiene un fuselaje reforzado, un morro más largo, una cabina actualizada y un motor más potente. Al realizar su primer vuelo el 30 de septiembre de 1996, se le cambió la designación por la de L-59.

## Operadores
- Afganistán
- Angola
- Argelia
- Armenia
- Azerbaiyán
- Bangladés
- Bulgaria
- Camboya
- Cuba
- República Checa
- Checoslovaquia
- República Democrática Alemana
- Egipto
- Estonia
- Etiopía
- Georgia
- Ghana

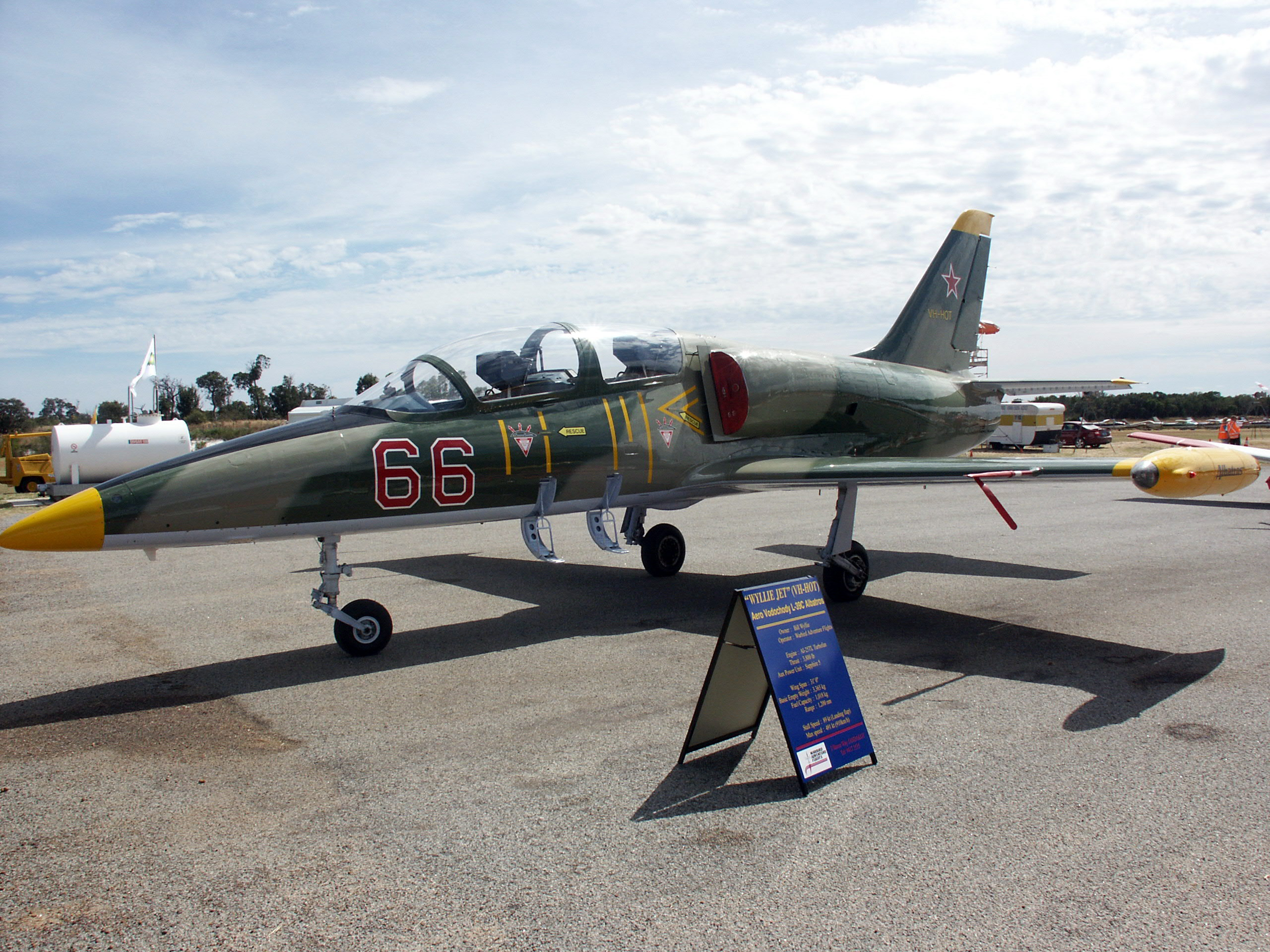
L-39C Albatros civil en Australia.

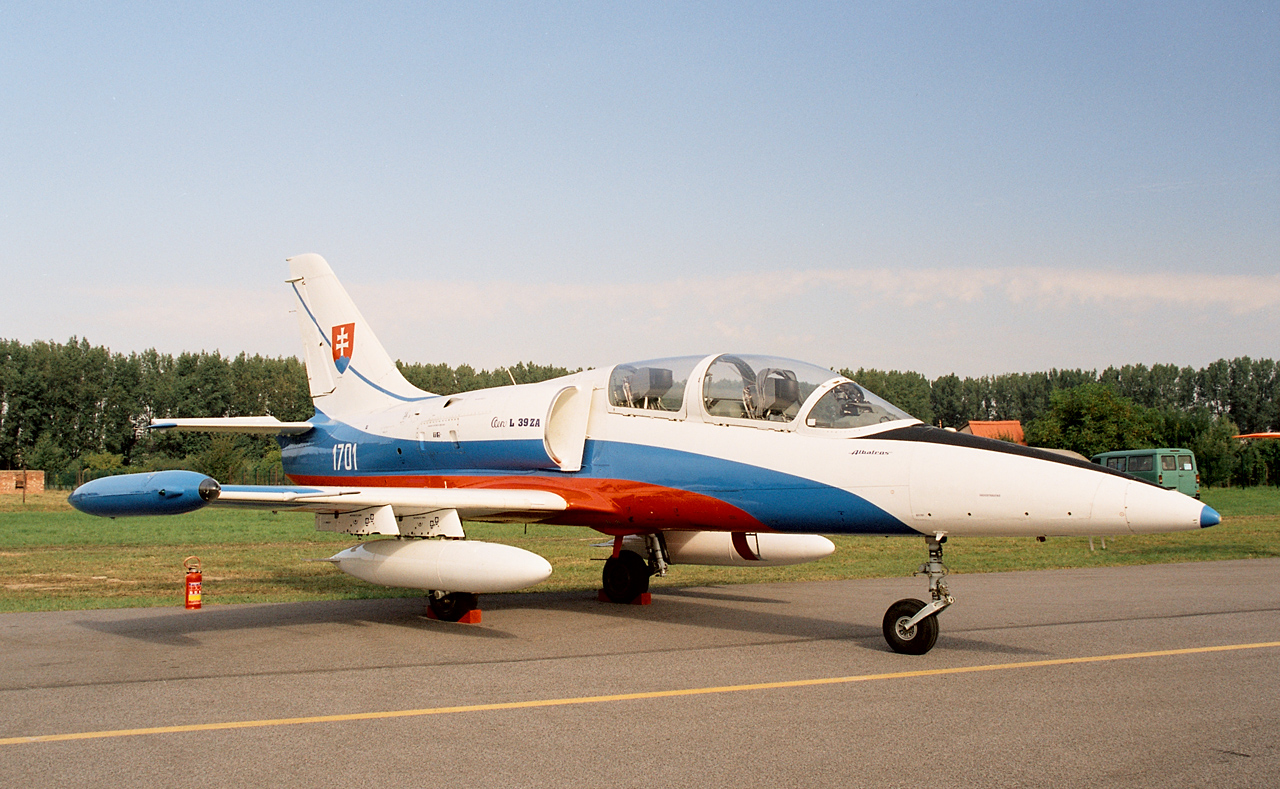
Un L-39ZA (1701) eslovaco en un espectáculo aéreo en 2005.

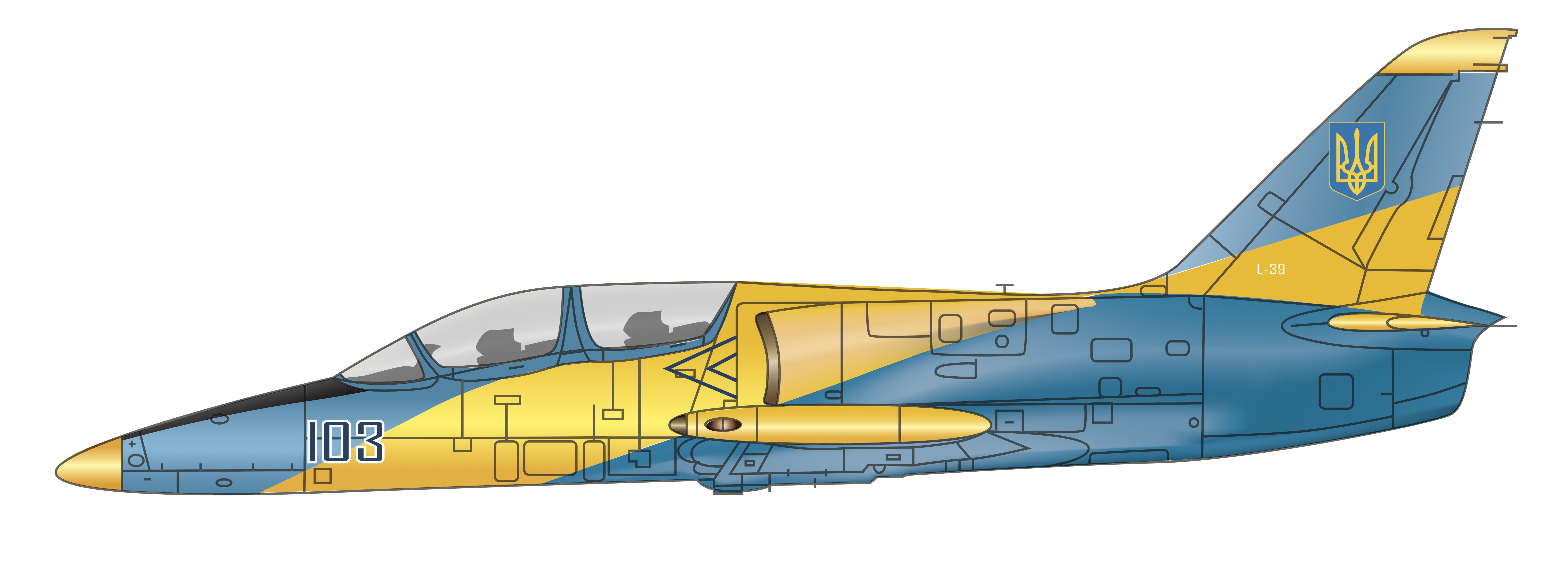
L-39M1 Fuerza Aérea Ucraniana

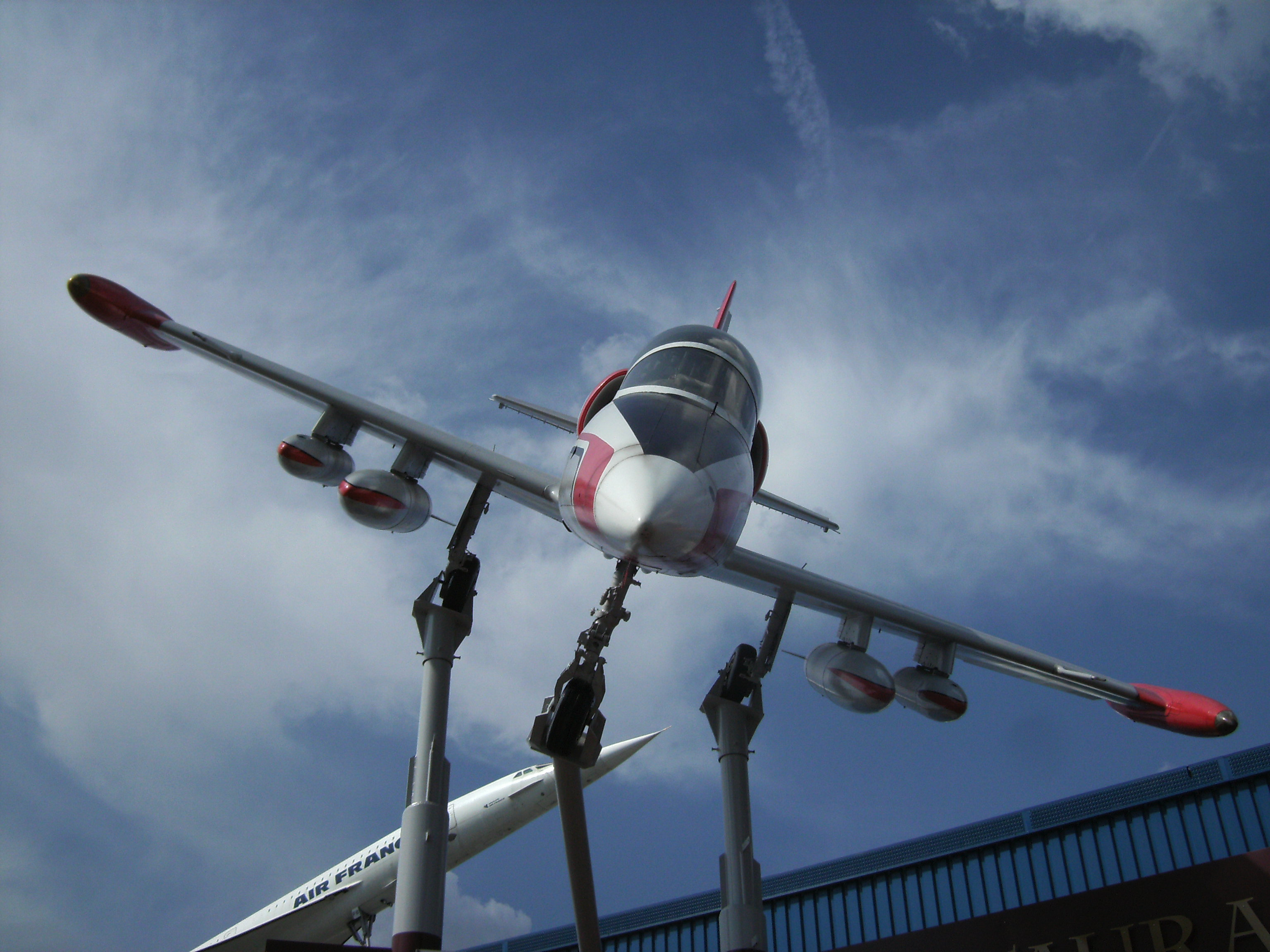
Aero L-39 en el Museo de la Automoción y la Tecnología de Sinsheim

- Hungría será retirado del servicio en 2009, para ser reemplazado por el L-159 ALCAs
- Irak
- Kazajistán
- Kirguistán
- Libia
- Lituania
- Mali
- Nicaragua
- Nigeria
- Corea del Norte
- Rumania
- Rusia
- Eslovaquia
- Unión Soviética
- Siria
- Tailandia L-39ZA/ART (versión occidentalizada del Aero L-39 Albatros, equipada con aviónica israelí)
- Túnez
- Turkmenistán
- Uganda
- Ucrania
- Estados Unidos
- Uzbekistán
- Vietnam
- Yemen

## Incidentes notables
- 24 de enero de 2001: el fundador y presidente de Atlas Air, Michael A. Chowdry, murió cuando su L-39 se estrelló cerca de  Watkins (Colorado). También falleció el periodista del Wall Street Journal Jeff Cole.[2][3]

- 2 de julio de 2003: Elmo Hahn, de 54 años, un veterano piloto, murió al estrellarse con su L-39 en Muskegon, Míchigan. Hahn volvía a Muskegon tras realizar un rodaje para la CNN con el L-39 Albatros. Pudo abandonar el avión al eyectarse tras el fallo del motor causado por la entrada de algún objeto por las tomas de aire. No sobrevivió.[4]

- 16 de marzo de 2007: Un L-39 se estrelló en el espectáculo aéreo Tico Warbird en Titusville (Florida), resultando muerto el piloto.[5]  El piloto fue identificado como Eilon Krugman-Kadi, de 58 años, de Gainesville, Florida, un antiguo piloto de caza israelí.[6]  El L-39 fue construido para la Fuerza Aérea Soviética en 1980 y fue desmilitarizado en 1999 por Ucrania.[7]

- 13 de septiembre de 2007: El piloto de carreras aéreas Brad Morehouse de Afton, Wyoming, murió al estrellarse su L-39 en la carrera aérea de Reno. Según los periódicos, al parecer perdió el control cuando su avión entró en la turbulencia originada por otro participante en la carrera.[8]

- 20 de junio de 2008: Un L-39 se estrelló durante un entrenamiento en Fehergyarmat, Hungría, resultando muertos sus pilotos.[9][10][11]

- 21 de marzo de 2010: Se estrella un albatros L-39 de origen checoslovaco en la ciudad de Cumaná, Venezuela. La aeronave era pilotada por un instructor de vuelo, que minutos antes informó a la torre de control de que realizaría maniobras de emergencia. En el hecho se registraron tres víctimas fatales.

- 30 de agosto de 2011: Un avión militar lituano L-39 chocó en pleno vuelo con un Mirage francés en Siauliai (norte de Lituania). Los dos pilotos lituanos pudieron salir despedidos de la cabina y se les encontró después sanos y a salvo. El aparato francés pudo aterrizar.

- 22 de julio de 2019: Un avión militar L-39 libio realiza un aterrizaje de emergencia en una carretera al sur de Túnez, su piloto fue detenido por las fuerzas de la policía local.

## Especificaciones (L-39C)

### Características generales
- Tripulación: 2
- Longitud: 12,1 m (39,8 ft)
- Envergadura: 9,5 m (31 ft)
- Altura: 4,8 m (15,6 ft)
- Superficie alar: 18,8 m² (202,4 ft²)
- Peso vacío: 3459 kg (7623,6 lb)
- Peso máximo al despegue: 5700 kg (12 562,8 lb)
- Planta motriz: 1× turbofán Progress/Ivchenko AI-25TL.
  - Empuje normal: 16,9 kN (1724 kgf; 3800 lbf) de empuje.

### Rendimiento
- Velocidad máxima operativa (Vno): 750 km/h (466 MPH; 405 kt) a 4877 metros (16 000 pies).
- Velocidad mínima controlable (Vmc): Mach 0.80
- Alcance: 1000 km (540 nmi; 621 mi)
- Techo de vuelo: 11 500 m (37 730 ft)
- Régimen de ascenso: 22 m/s (4330 ft/min)
- Carga alar: 250,0 kg/m² (51,23 lb/ft²)
- Carrera de despegue: 530 m (1.700 pies)
- Carrera de aterrizaje: 600 m (2.000 pies)

### Armamento
- Armas de proyectiles: pods (cápsula o compartimento múltiple) de ametralladoras de 7.62 mm
- Puntos de anclaje: 4 puntos externos con una capacidad de 1290 kg (2840 lb), para cargar una combinación de:  
  - Bombas: Bombas de caída libre y de racimo
  - Misiles: Misiles aire-aire (K-13 y R-60)
  - Otros: tanques desechables de combustible

### Desarrollos relacionados
- Aero L-59 Super Albatros
- Aero L-159 ALCA

### Aeronaves similares
- Yakovlev Yak-130
- Mikoyan MiG-AT
- Hongdu JL-8
- CASA C-101 Aviojet
- Aermacchi MB-339
- AMX International AMX
- Kawasaki T-4
- PZL I-22 Iryda
- BAE Hawk
- IAR 99
- Dassault-Breguet/Dornier Alpha Jet
- FMA IA 63 Pampa
- Soko G-4 Super Galeb